# Farinògraf

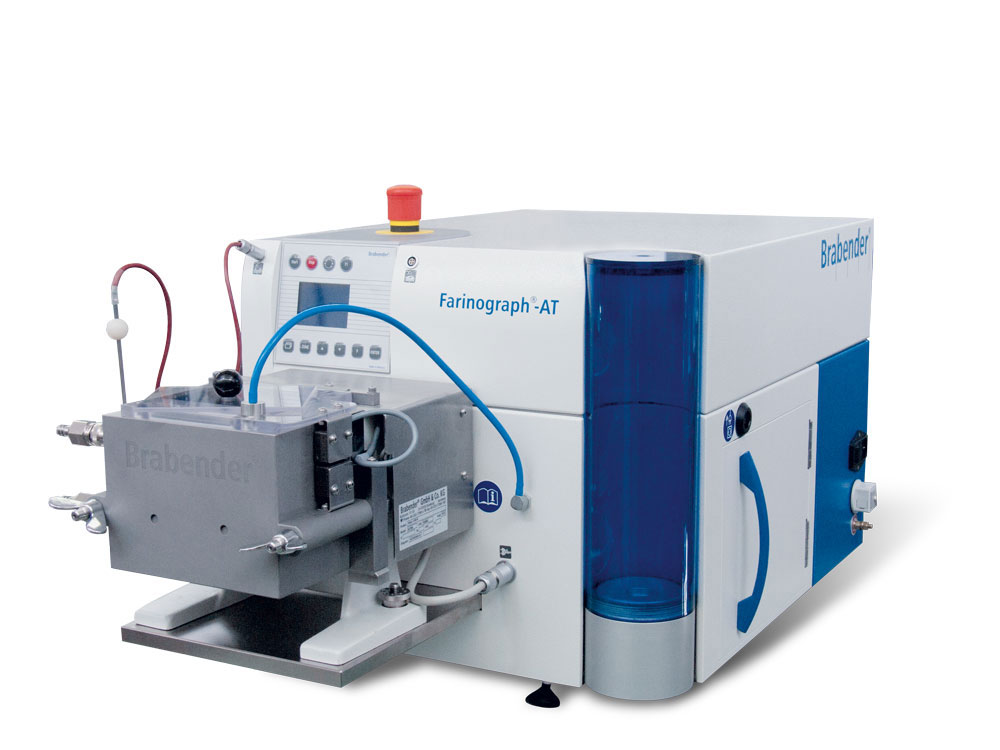
Farinògraf actual

El farinògraf és un instrument emprat en laboratoris de cereals que permet conèixer diferents característiques físiques de masses i farines com l'absorció d'aigua, la viscositat o altres característiques reològiques d'aquestes.
Encara que va ser comercialitzat per primera vegada el 1928 per Carl Wilhelm Brabender a Alemanya, els principis científics en què es basa van ser desenvolupats prèviament, el 1912, pel químic agrícola hongarès Jenő Hankóczy. Aquest instrument es va convertir en una eina essencial per a la indústria alimentària.

## Tipus de farinògrafs

### Estàndard (Brabender)
És el model clàssic i el més utilitzat, sobretot per mostres grans. Mesura diverses propietats reològiques de les masses, com ara l'absorció d'aigua i la viscositat, entre d'altres.

### DoughLAB
No és pròpiament un farinògraf, sinó que és un reòmetre de massa flexible. Inclou sistemes automatitzats per controlar la temperatura i l'addició d'aigua, així com control de velocitat.
Permet determinar l'absorció d'aigua, el perfil i el temps de mescla i l'estabilitat de la massa.
| Característiques          | Farinògraf      | DoughLAB                                  |
| ------------------------- | --------------- | ----------------------------------------- |
| Control de temperatura    | Manual          | Automàtic i ajustable durant la prova     |
| Personalització de proves | Limitada        | Configuracions personalitzades            |
| Tipus de mostra           | Farines de blat | Qualsevol tipus de farina o altres masses |
| Durada de la prova        | Estàndard       | Es poden fer proves prolongades           |

### Amb mescladors especialitzats
Trobem, per una banda, models petits com ara S10 i S50, que són útils per mostres petites, de 10 i 50 grams respectivament.
També hi ha models, com el Planetary Mixer (P600), que tenen una capacitat molt més gran que el model clàssics i que, a més, poden inlcoure diverses eines per mesclar.
| Tipus           | Capacitat        | Temperatura       | Aplicacions                                       |
| --------------- | ---------------- | ----------------- | ------------------------------------------------- |
| Estàndard       | Fins a 300 g     | Control manual    | Control de qualitat i desenvolupament de receptes |
| DoughLAB        | Entre 50 i 300 g | Control automàtic | En R+D avançada                                   |
| S10 i S50       | Fins a 10 i 50 g | Control manual    | En R+D amb mostres petites                        |
| Planetary Mixer | Fins a 2,5 L     | Control variable  | Masses especials                                  |

## Components principals[5][6]

### Bol de mescla
Recipient d’acer inoxidable o d’altre material resistent on es fica la farina i l’aigua. El seu disseny assegura que l’aigua es distribueix uniformement per la farina, permetent una correcta avaluació de les característiques de la massa.

### Dinamòmetre
Dispositiu que mesura la força de resistència que exerceix la massa quan es mescla. El seu mecanisme d’acció es basa en el principi d’acció-reacció, és a dir, que s'oposa a la força realitzada per les palanques per tal de mesclar la massa, permetent així determinar la seva resistència.

### Sistema de palanques
Consisteix en una sèrie de palanques que s'encarreguen d’amplificar la força de resistència mesurada pel dinamòmetre. Per fer-ho, converteixen la força en un moviment que es pot mesurar amb precisió.

### Sistema d’escala
Mesura el moviment generat pel sistema de palanques i el tradueix a Unitats de Brabender (UB), mostrant així la força en temps real.

### Mecanisme d’enregistrament
Representa en un gràfic les dades de resistència respecte al temps, mostrant així com canvia la consistència de la massa a mesura que es va mesclant. Això és possible gràcies a un tambor giratori que es desplaça a mesura que es registra la resistència.

### Dashpot

Bureta

Consisteix en un pistó dintre d’un cilindre ple d’oli que es va movent per tal de suavitzar les oscil·lacions provocades pel sistema. Així, s'evita que el procés de mescla de la massa es vegi afectat per moviments bruscos.

### Termòstat
S'encarrega de controlar la temperatura de l’aigua i l'oli, mitjançant un sistema de calefacció o refrigeració, per tal de mantenir les condicions òptimes del procés. Al dashpot, s'encarrega de mantenir la viscositat de l'oli. Al bol de mescla, dissipa la calor que es produeix al mesclar la massa.

### Bureta
És un dispositiu graduat que s'utilitza per mesurar la quantitat de líquid, en aquest cas aigua, afegida en el sistema.

## Neteja i manteniment[7]
Per tal d'augmentar la vida útil de l’aparell i assegurar uns resultats fiables, és necessari realitzar una bona neteja i manteniment d'aquest.

### Neteja
Els components que necessiten ser netejats són el bol i les pales de mescla, atès que són els únics components que estan en contacte amb la massa.
Per tal de realizar una bona neteja, s'ha d’evitar l’aigua amb sabó i qualsevol altre agent químic o de fregament que pugui, o causar danys a la superfície del bol i la de les pales, o interferir amb anàlisis posteriors amb masses noves.
El primer pas a l’hora de realitzar una correcta neteja d’aquests aparells és, doncs, afegir la cleaning flour, una barreja de farina, sal fina i segó o blat dur en proporció 1000:150:100 (relació en grams), que s'encarrega d’absorbir l’aigua en excés del sistema i d’anar desenganxant els residus de massa de les parets del bol i les pales de mescla, aconseguint així que els següents passos de neteja siguin molt més fàcils.
Un cop la cleaning flour ha estat integrada en la massa inicial, s'atura el sistema, es desmunta i es neteja cadascuna de les parts amb draps humits i, si s'escau, amb raspalls molt delicats en un recipient ple d’aigua.  Finalment, es deixa assecar i es torna a muntar.

### Manteniment
- Lubricació de les parts mòbils del farinògraf, com el sistema de transmissió que connecta el motor amb les pales de mescla. S'ha d’utilitzar el lubricant recomanat pel fabricant.
- Calibració periòdica del dinamòmetre, segons les indicacions del fabricant, i canvi de l’oli aproximadament un cop a l’any.[9]
- Inspecció del sistema de calefacció i termoregulació. Un error o un desequilibri en la temperatura al llarg del procés de mescla pot portar a resultats erronis.
- Revisió dels cables, interruptors o qualsevol altre component elèctric del sistema.
- Reemplaçament de peces desgastades amb el temps.

## Farinograma

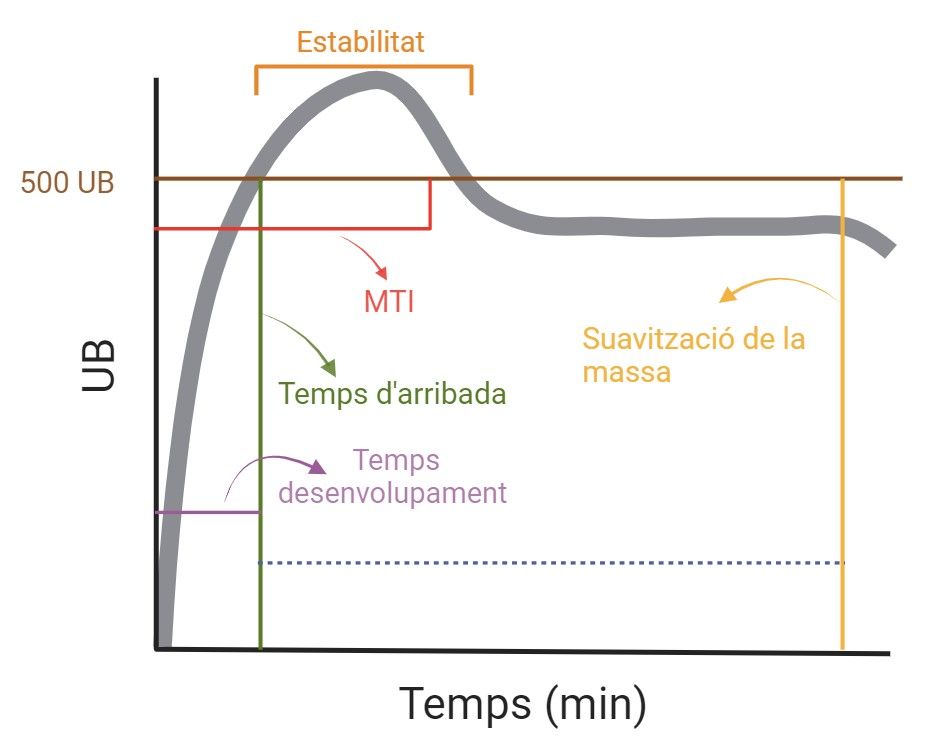
Esquema bàsic d'un farinograma

Com a resultat de l'estudi dut a terme a partir del farinògraf, s'obté un gràfic en forma de corba, on l'eix X representa el temps en minuts i l'eix Y indica la consistència de la massa en Unitats de Brabender (UB) o Unitats de Farinògraf (UF) que permeten mesurar la viscositat d'un fluid.
Aquest gràfic, conegut com a farinograma, permet obtenir paràmetres específics de la qualitat de la farina i té l'avantatge de que dona resultats objectius. Aquests inclouen:
- Temps d'arribada: Temps transcorregut fins que la corba arriba a  la línia de 500 UB després de començar a mesclar i haver afegit aigua
- Temps de desenvolupament de la massa: Temps transcorregut entre la primera aigua afegida i el desenvolupament de la màxima consistència de la massa
- Estabilitat: diferència de temps entre l'arribada de la corba a 500 UB (temps d'arribada) i el moment en el qual la corba deixa la línia de 500 UB (temps de sortida)
- Temps de sortida: Temps d'ençà que s'afegeix aigua fins que el gràfic deixa la línia dels 500 UB
- Índex de tolerància de mescla (MTI): diferència en unitats de Brabender entre el pic màxim i el pic resultant quan han passat cinc minuts del primer pic
- Grau de suavització de la massa: es dona 12 minuts desprès del pic màxim de UB
- Valorímetre: puntuació de qualitat d'una sola xifra basada en el temps de desenvolupament i la tolerància de la barreja
- Absorció d'aigua: Quantitat d'aigua  que requereix cert pes de farina per produir una massa d'una consistència determinada, habitualment es denota com a percentatge amb relació a la farina utilitzada

És important tenir en compte, que aquestes mesures se solen realitzar sota unes condicions estandarditzades i, és possible, que el comportament de la massa difereixi de l'esperat per exemple segons la temperatura a la que es tracta la farina en el procés de preparació d'aliments o masses.

### Tipus de farinograma

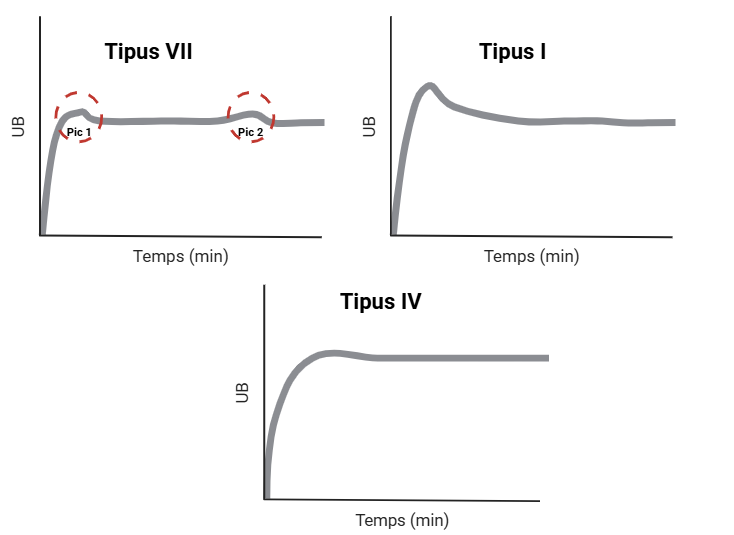
Esquema bàsic de com es veurien diferents tipus de farinograma

La curvatura i forma resultant del farinograma permet als experts classificar com la farina respon al llarg del procés de mescla sense necessitat de realitzar mesures reals en sis varietats diferents de corbes:
- Tipus I: Pic curt i temps d'estabilitat curt
- Tipus II: Pic curt i temps d'estabilitat llarg
- Tipus III: Pic mitjà i temps d'estabilitat curt
- Tipus IV: Pic mitjà i temps d'estabilitat llarg
- Tipus V: Pic llarg i temps d'estabilitat curt
- Tipus VI: Pic llarg i temps d'estabilitat llarg

Tot i que aquests són els sis tipus principals i més utilitzats en l'anàlisi de farines, ja que la resta de farinogramas que poden resultar d'aquest anàlisi, són petites variants d'aquests tipus ja exposats, s'hi pot trobar una tipologia més, que consta de dos pics i una petita caiguda en la part inicial de la corba, això, pot indicar anomalies en la qualitat de la farina o problemes en el procés de pastat.

### Interpretació dels resultats
A partir de les dades dels diferents paràmetres esmentats anteriorment, i gràcies a un programa de fulls de càlcul, s'obté una representació gràfica i una taula on es troben diferents valors útils per dur a terme una anàlisi sobre la massa incloent preu i color.
A partir d'aquests resultats, trobem rangs ideals en els que s'han de trobar per exemple les farines que s'utilitzen en panificació i rebosteria:
- Qualitat òptima: caiguda entre 0 i 30 UB i una estabilitat superior als 10 minuts
- Qualitat bona: caiguda entre 30 i 50 UB i estabilitat no inferior a 7 minuts
- Qualitat baixa: caiguda superior a 130 UB i estabilitat inferior a 2 minuts

### Factors que influencien els resultats del farinograma[16]
- Temperatura: s'inclou la temperatura del termòstat, que hauria de trobar-se a 30°C, de la farina que s'hauria de trobar a temperatura ambient (aquesta temperatura augmentarà a causa de la transferència de calor realitzada per les pales del farinògraf) i de l'aigua utilitzada que també haurà de trobar-se a 30°C.
- Absorció d'aigua: és important sobretot quan comparem mostres de la mateixa farina en localitzacions diverses, cal esmentar que es troba una relació entre l'absorció d'aigua i el temps d'arribada, el temps de desenvolupament i la seva estabilitat.
- Errors humans: Tot i comptar amb personal altament preparats, hi ha algunes fonts d'error com ara: el pessatge de la farina, l'addició d'aigua, la neteja del bol de mescla entre d'altres, aquest errors, poden donar lloc a corbes amb dos pics com les esmentades anteriorment.
- Factors instrumentals: en aquest cas principalment són errors relacionats amb la geometria del  bol i les fulles de mescla i el seu manteniment, que pot provocar farinogrames irregulars o fugues de massa darrere de les fulles de mescla entre d'altres.

## Aplicacions

### Indústria alimentària
Atés que la seva funció és determinar múltiples propietats regològiques d'una massa, en aquest sector serveix, a més, per classificar les diferents farines en funció de l'ús que se li vulgui donar (pa, pastissos,...).
També trobem que les empreses estableixen punts de control en el procés de fabricació per tal d'assegurar que el producte final tingui les característiques desitjades, així com optimitzar les diferents etapes i condicions del procés, si fos necesari algun tipus d'ajust, i comprovar que no hi ha diferències entre llots.

### Recerca i desenvolupament (R+D)[17]
En aquest sector, el que es pretén és, per una banda, millorar les varietats de farina existents, ja sigui estudiant l'impacte dels additius o de la resta de components emprats, com la farina. D'altra banda, també s'intenten desenvolupar varietats noves que tinguin les propietats millorades, ja sigui estudiant barreges de farines i/o d'additius.

### Agricultura
El farinògraf és una eina per tal d'avaluar la qualitat del gra cultivat i seleccionar el millor per ser utilitzat. A més, els moliners el poden emprar per determinar les proporcions i mida del gra per tal d'obtenir una massa amb les característiques desitjades.